# Edviges Sofia da Suécia
Edviges Sofia Augusta da Suécia (Estocolmo, 26 de junho de 1681 - Estocolmo, 22 de dezembro de 1708) foi uma princesa da Suécia e duquesa-consorte de Holsácia-Gottorp. Era a filha mais velha do rei Carlos XI da Suécia e da sua esposa, a rainha Ulrica Leonor. Foi herdeira do trono sueco até à sua morte e regente do ducado de Holsácia-Gottorp em nome do seu filho menor de idade entre 1702 e 1708. Algumas fontes referem-se a ela como Sofia.

## Princesa da Suécia
Após a morte da sua mãe, Edviges e os seus irmãos foram colocados sob o cuidado da sua avó. Devido à influência da sua avó, a princesa passou a ter opiniões anti-dinamarquesas.

## Duquesa consorte
A 12 de maio de 1698, Edviges casou-se em Karlberg com o seu primo, o duque Frederico IV de Holsácia-Gottorp. O casamento foi arranjado como parte da política tradicional sueca de se aliar com a Holsácia contra a Dinamarca. Anteriormente, tinha-se esperado que o seu irmão se casasse com a irmã de Frederico, mas o futuro rei da Suécia recusou a ideia. O casamento realizou-se contra a vontade de Edviges e não foi feliz. A duquesa estava sempre desejosa de se juntar às festas que se realizavam frequentemente na corte do seu irmão antes do início da Grande Guerra do Norte em 1700, e passou grande parte da sua vida na corte sueca. Visitou a Holsácia em 1699 e ficou lá durante cerca de um ano, mas em 1700 regressou à Suécia onde estava no segundo lugar na linha de sucessão e era herdeira presumível. Vivia principalmente em Karlberg.

## Regente

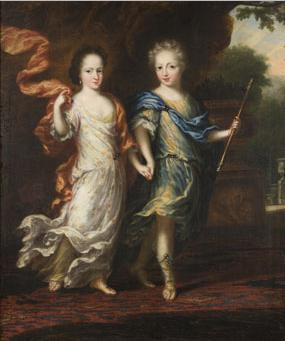
Edviges Sofia com o irmão, Carlos

Em 1702, Edviges Sofia ficou viúva e passou a ser a regente formal do seu filho ainda menor de idade, o duque de Holsácia-Gottorp. Contudo, continuou a passar grande parte do seu tempo na Suécia e raramente visitava a casa do falecido marido: deixou os assuntos de família a cargo do duque Cristiano Augusto de Holsácia-Gottorp, tio do marido, mas os assuntos de maior importância eram-lhe sempre entregues a ela. Na Suécia fazia os possíveis para que o seu filho fosse aceite como herdeiro do trono sueco e o "Partido Holsácia", como era chamado, era também o candidato mais favorável até à morte de Edviges em 1708. Como viúva, voltou a ser alvo de planos de casamento. Entre os candidatos encontravam-se o príncipe-herdeiro de Hanôver, futuro rei Jorge II da Grã-Bretanha, mas Edviges recusou casar-se novamente uma vez que na altura tinha um caso com um jovem nobre chamado Olof Gyllenborg. A relação era do conhecimento publico na corte e parece ter sido aceite por todos menos pela sua avó, a duquesa Edviges Leonor de Holsácia-Gottorp.
Durante o seu tempo como princesa na corte sueca, Edviges Sofia foi descrita como uma mulher bonita que se interessava por moda e a sua relação com o seu irmão, o rei Carlos, era muito profunda. Em julho de 1709, o seu irmão, que se tinha tornado recentemente um refugiado devido à catástrofe militar em Poltava e se encontrava longe, em Tighina (actual Moldávia) recebeu finalmente a notícia da morte de Edviges Sofia em Estocolmo em dezembro anterior. Inicialmente, Carlos recusou-se a acreditar e foi esta a única vez em que alguém o viu a chorar. Foi um acontecimento que nunca pensei ter a infelicidade de sobreviver e sofreu daquela dor que nunca me vai poder deixar completamente até que aqueles que se separaram se voltem a encontrar novamente. O funeral e enterro oficiais de Edviges só se realizaram na Igreja de Riddarholm em 1718, após a morte de Carlos.
Edviges é provavelmente mais recordada pela sua correspondência com o irmão Carlos XIII, que passou grande parte da sua vida em campanhas militares no estrangeiro. Quando o rei morreu em 1718 sem deixar descendentes masculinos, o único filho da falecida princesa, o duque Carlos Frederico, era o próximo na linha de sucessão para o suceder. No entanto, a irmã mais nova do rei, Ulrica Leonor, juntou o apoio necessário para subir ao trono em vez dele.
Edviges Sofia era avó paterna do czar Pedro III da Rússia.

## Descendência
- Carlos Frederico, Duque de Holsácia-Gottorp (30 de abril de 1700 - 18 de junho de 1739), casado com a grã-duquesa Ana Petrovna da Rússia; com descendência.

## Genealogia
| Edviges Sofia da Suécia | Pai: Carlos XI da Suécia        | Avô paterno: Carlos X Gustavo da Suécia           | Bisavô paterno: João Casimiro de Zweibrücken-Kleeburg |
| Edviges Sofia da Suécia | Pai: Carlos XI da Suécia        | Avô paterno: Carlos X Gustavo da Suécia           | Bisavó paterna: Catarina da Suécia                    |
| Edviges Sofia da Suécia | Pai: Carlos XI da Suécia        | Avó paterna: Edviges Leonor de Holsácia-Gottorp   | Bisavô paterno: Frederico III de Holsácia-Gottorp     |
| Edviges Sofia da Suécia | Pai: Carlos XI da Suécia        | Avó paterna: Edviges Leonor de Holsácia-Gottorp   | Bisavó paterna: Maria Isabel da Saxónia               |
| Edviges Sofia da Suécia | Mãe: Ulrica Leonor da Dinamarca | Avô materno: Frederico III da Dinamarca           | Bisavô materno: Cristiano IV da Dinamarca             |
| Edviges Sofia da Suécia | Mãe: Ulrica Leonor da Dinamarca | Avô materno: Frederico III da Dinamarca           | Bisavó materna: Ana Catarina de Brandemburgo          |
| Edviges Sofia da Suécia | Mãe: Ulrica Leonor da Dinamarca | Avó materna: Sofia Amália de Brunsvique-Luneburgo | Bisavô materno: Jorge, Duque de Brunsvique-Luneburgo  |
| Edviges Sofia da Suécia | Mãe: Ulrica Leonor da Dinamarca | Avó materna: Sofia Amália de Brunsvique-Luneburgo | Bisavó materna: Ana Leonor de Hesse-Darmestádio       |